# Pellorneum palustre
Pellorneum palustre е вид птица от семейство Pellorneidae. Видът е световно застрашен, със статут Уязвим.

## Разпространение
Видът е разпространен в Бангладеш и Индия.